# Courtaoult
Courtaoult é uma comuna francesa na região administrativa de Grande Leste, no departamento de Aube. Estende-se por uma área de 8,36 km². Em 2010 a comuna tinha 82 habitantes (densidade: 9,8 hab./km²).